# Benzion Netanyahu
Benzion Netanyahu (Varsóvia, 25 de março de 1910 - Jerusalém, 30 de abril de 2012) foi um historiador de Israel nascido na Polônia e professor emérito da Cornell University.

## Biografia
Nasceu sob o nome de Benzion Mileikowsky em Varsóvia e em 1920 mudou-se à Palestina, onde estudou no Yellin David Teachers College e na Universidade Hebraica de Jerusalém. Era editor da Enciclopédia Hebraica, um discípulo de Zeev Jabotinsky e especialista em antissemitismo. Se especializou em história medieval sefardita e era professor emérito da Universidade de Cornell, tendo escrito um livro sobre a vida de Isaac Abravanel (antepassado de Silvio Santos), além de numerosos ensaios sobre a Inquisição espanhola. Em 1999, escreveu As Origens da Inquisição na Espanha do século XV.
Benzion Netanyahu é o pai do primeiro-ministro israelense Benjamin Netanyahu. Em 1976, seu filho, Yonatan, que era um oficial da unidade de elite (Sayeret Matkal) do Exército de Israel, morreu no quadro da Operação Entebbe.

## Publicações
- Don Isaac Abravanel: Statesman and philosopher, 1953. Ithaca, 1998; The Jewish Publication Society, 2001.
- Toward the Inquisition: Essays on Jewish and Converso History in Late Medieval Spain, Ithaca, 1997.
- The Marranos of Spain: From the Late XIVth to the Early XVIth Century, 1966. Ithaca, 1999.
- The Origins of the Inquisition in Fifteenth Century Spain, Nova York: Random House, 1a. ed. Augusto 1995.
- The Founding Fathers of Zionism Balfour Books & Gefen Publishing House, 2012. ISBN 978-1-933267159